# Zelotes albanicus
Zelotes albanicus este o specie de păianjeni din genul Zelotes, familia Gnaphosidae. A fost descrisă pentru prima dată de Hewitt, 1915. Conform Catalogue of Life specia Zelotes albanicus nu are subspecii cunoscute.